# Гардзено
Гардзѐно (на италиански: Garzeno; на ломбардски: Garzèe, Гардзее) е село и община в Северна Италия, провинция Комо, регион Ломбардия. Разположено е на 662 m надморска височина. Населението на общината е 765 души (към 2017 г.).